# Henriette Wyeth
Henriette Wyeth, née le 22 octobre 1907 et décédée le 3 avril 1997 est une peintre américaine. Plusieurs de ses œuvres sont conservées au musée et centre artistique de Roswell, située à Roswell (Nouveau-Mexique).